# Hänselejuck
Der Hänselejuck ist traditionell der Höhepunkt der Überlinger Fasnet und findet seit 1964 an einem Samstagabend statt. Das Wort Hänselejuck bedeutet in etwa „Hänselespringen“ oder „Hänselelaufen“.

## Überlinger Hänsele

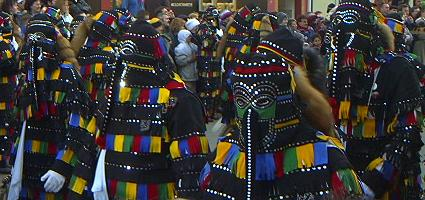
Überlinger Hänsele

Der Hänsele ist ein so genannter Blätzlenarr. Sein Narrenhäs besteht aus einer Kappe mit einem Rotfuchsschwanz, einem Anzug aus Leinen, auf das in Streifen geschnittene Filzplätzchen aufgenäht sind. Drei Reihen schwarzer Streifen werden durch eine Reihe bunter Streifen in der Farbfolge rot-grün-gelb-blau unterbrochen. Der Hänsele trägt weiße Handschuhe, ein weißes Schweißtuch, schwarze Strümpfe, schwarze Schuhe und eine Karbatsche. An den Hosen sind auf der linken und der rechten Außenseite jeweils drei oder vier Glocken untereinander befestigt.

## Ablauf des Hänselejuck

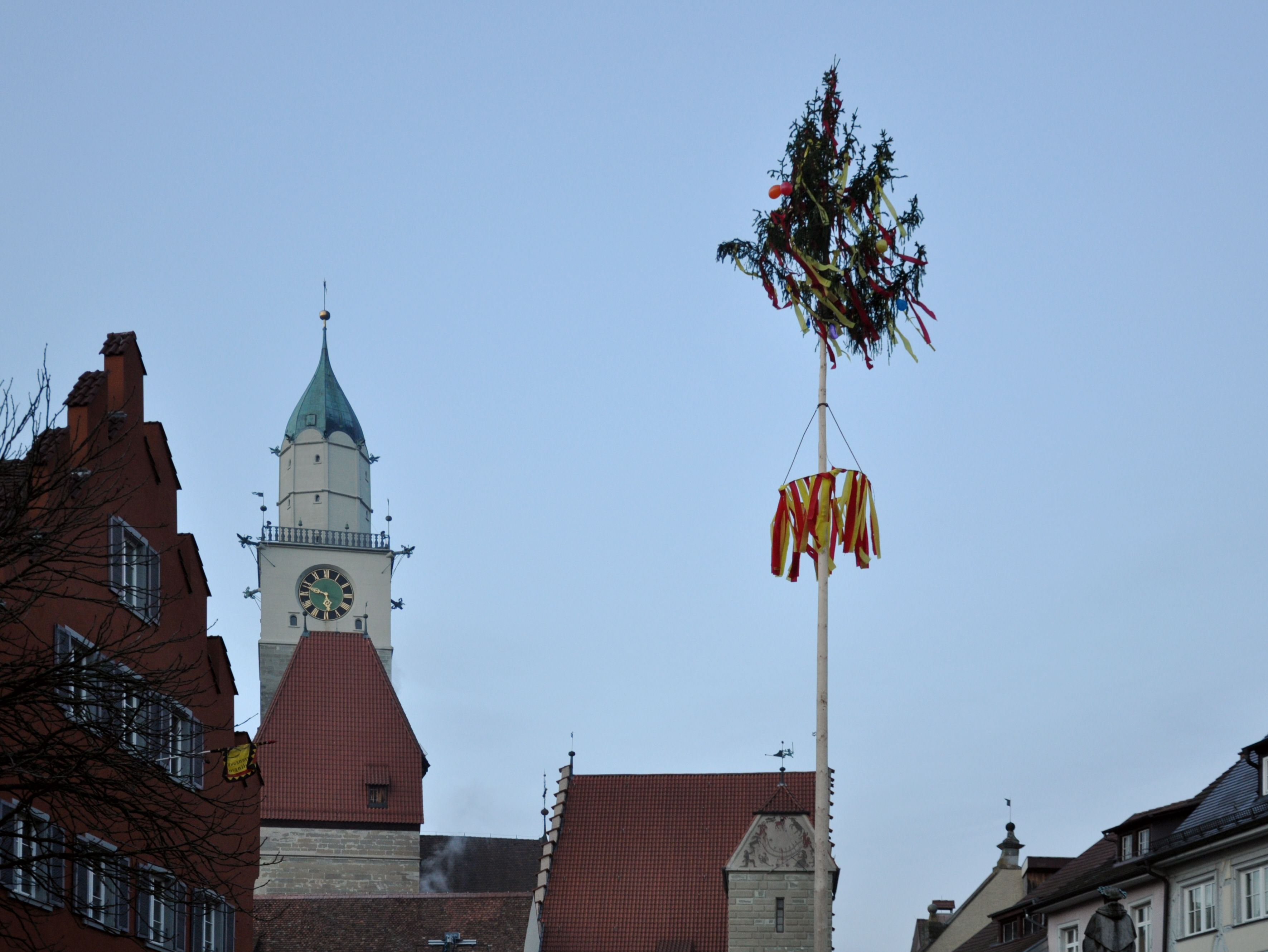
Narrenbaum auf der Hofstatt in Überlingen

An diesem Nachtumzug nehmen ausschließlich die Überlinger Hänsele sowie verschiedene Musikkapellen teil. Der Umzugsweg verläuft vom Hänselebrunnen, die Aufkircherstraße hinab durch das Franziskanertor, die Franziskanerstraße, Christophstraße und die Jakob-Kessenring-Straße zur „Hofstatt“. Während des Umzuges ist die Innenstadt von Überlingen mit bengalischem Feuer beleuchtet. Auf der „Hofstatt“ versammeln sich die Hänsele und die teilnehmenden Musikkapellen um den Narrenbaum, um gemeinsam den Narrenmarsch zu „zelebrieren“.
Anschließend findet in der gesamten Stadt Narrentreiben statt.